# Střevíčník královnin

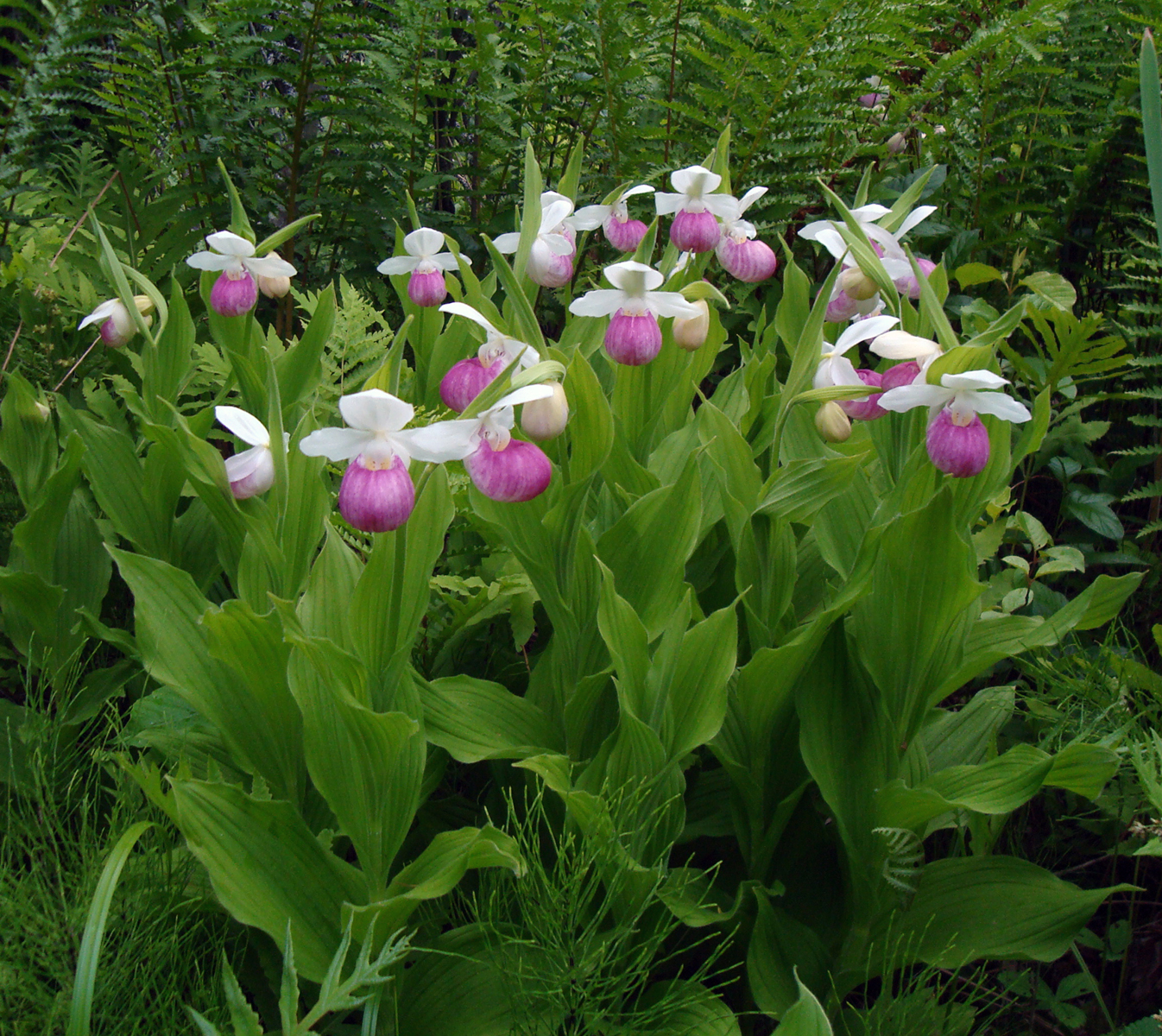
Porost střevíčníků královniných

Střevíčník královnin (Cypripedium reginae) je jedna z nejatraktivnějších orchidejí rodu střevíčník, která roste v mírném podnebném pásmu. Pochází z východních oblastí Severní Ameriky, bývá vysoká 35 až 85 cm a obvykle počátkem léta nese bílý květ, jehož pysk s růžovým nádechem tvarem připomíná střevíc. Je dlouhověká bylina, která může růst na jednom stanovišti i desetiletí.

## Ekologie
Je orchidej, která se vyskytuje v zalesněných nebo otevřených mokřadech, na vlhkých loukách i v lesích, v nízkých až středních nadmořských výškách. Patří mezi terestrické orchideje, které rostou na místech bez přímého slunečního svitu, nejčastěji na půdě vápnité, humózní, propustné a průběžné mírně vlhké. Má hnědé, tenké, svazčité kořeny zapuštěné v půdě, z které získává potřebné živiny.
Na jaře vyrůstá z pupenu rašícího z oddenku, kvete v době mezi květnem a srpnem, jednotlivé květy vydrží sedm až čtrnáct dnů, semena v tobolce dozrávají na podzim. Zimní období rostlina přetrvá v dormantním stavu s nashromážděnými zásobami živin v podzemním oddenku. K vyklíčení semene je nutná mykorhiza, rostlina s listy si již dokáže živiny potřebné k růstu získat fotosyntézou. Opylována je nejčastěji včelami z čeledi čalounicovitých (Megachilidae).

## Rozšíření
Původem severoamerická bylina, jenž roste v osmi jižních provinciích Kanady a ve čtyřiadvaceti severovýchodních státech Spojených států amerických. V některých státech se vyskytuje jen vzácně a je tam považována za rostlinu ohroženou, kdežto v jiných je poměrně běžnou, například v Green Mountain National Forest v Nové Anglii roste na tradičních místech, z nichž některá čítají i více než 1000 rostlin. Nejčastěji se vyskytuje do 500 m n. m.
V České republice je pěstována jako okrasná rostlina v zahradách milovníky orchidejí. Odtud ojediněle uniká, buď samovolně nebo lidským přičiněním, do volné přírody. Byla tak v české přírodě nalezena již roku 1935 a je proto v Česku považována za úmyslně zavlečený neofyt. Je pěstována v Botanické zahradě hlavního města Prahy.

## Popis
Vytrvalá, 40 až 50 cm vysoká, trsy tvořící rostlina rostoucí z tmavého, hrubého, krátkého oddenku s vláknitými kořeny. Statná lodyha je porostlá třemi až devíti střídavě vyrůstajícími listy, které jsou na bázi objímavé a sbíhají se do úzké pochvy. Listy mají čepel celistvou, vejčitou až elipticky kopinatou, na vrcholu špičatou, dlouhou 10 až 27 cm a širokou 6 až 15 cm, jsou tmavě zelené, někdy s tmavě purpurovými skvrnami, mají výrazně podélné žilkování a stejně jako lodyha jsou hustě porostlé žláznatými chloupky.
Na vrcholu lodyhy vyrůstá nápadný, osamocený květ nebo dva až tři květy v řídkém hroznu. Květ je trojčetný, přetočený a podepřený listům podobnými listeny. Horní kališní lístek je bílý, vzpřímený, vejčitě okrouhlý a srostlý s postranními, bývá velký 25 až 45 mm × 18 až 42 mm. Korunní lístky jsou bílé, prostřední tvořící pysk je nafouklý, vakovitý a má adaxiální kruhový okraj zavinutý dovnitř. Pysk je bílý s růžovým až purpurovým zabarvením a tmavšími žilkami, oba volné postranní lístky jsou čistě bílé, ojediněle se vyskytuje přírodní varieta 'Alba' s květem čistě bílým. Uprostřed květu je krátký sloupek, jenž nese dvě postranní krátké tyčinky s prašníky, neplodnou vrcholovou patyčinku a bliznu. Spodní semeník je tvořen třemi plodolisty.

## Rozmnožování
Opylený květ vytvoří množství semen, která se díky své nepatrnosti mohou dobře šířit větrem. Na stanovišti se ale převážně rozmnožuje vegetativně oddenky, které žijí velmi dlouho a rostlina se může znenadání objevit na místě, kde již po několik let nerostla. Od konce 90. let 20. století je znám způsob množení těchto orchidejí ze semene a v současnosti jsou mladé rostliny dostupné pro milovníky orchidejí, semenáč vykvete průměrně ve věku dvou až pěti let.
Semena nevyklíčí, dokud neprojdou procesem vernalizace (dvou až čtyřměsíčním pobytem v chladu), sterilizací povrchu a vyplavení látek omezující klíčení. Protože semeno obsahuje minimum živin, vyvine se nejprve tzv. protokorm a ten se musí infikovat symbiotickou houbou, která mu dodá základní živiny sacharidy potřebné k růstu. S vývojem zelených listů klesá závislost rostliny na mykorhize, až se zcela osamostatní.

## Ohrožení
Střevíčník královnin je rozšířen po velké části východní Severní Ameriky, kde místy hojně roste i v koloniích čítajících až tisíc rostlin a pro zájemce jsou mladé rostliny ke koupi. Vyskytuje se na velké ploše, kolem 1300 km² a jeho populační trend je považován za stabilní. S ohledem na velké rozšíření a neexistující nebezpečí je riziko vyhynutí nízké, proto jej IUCN zařadil mezi málo dotčené taxony (LC).

## Galerie

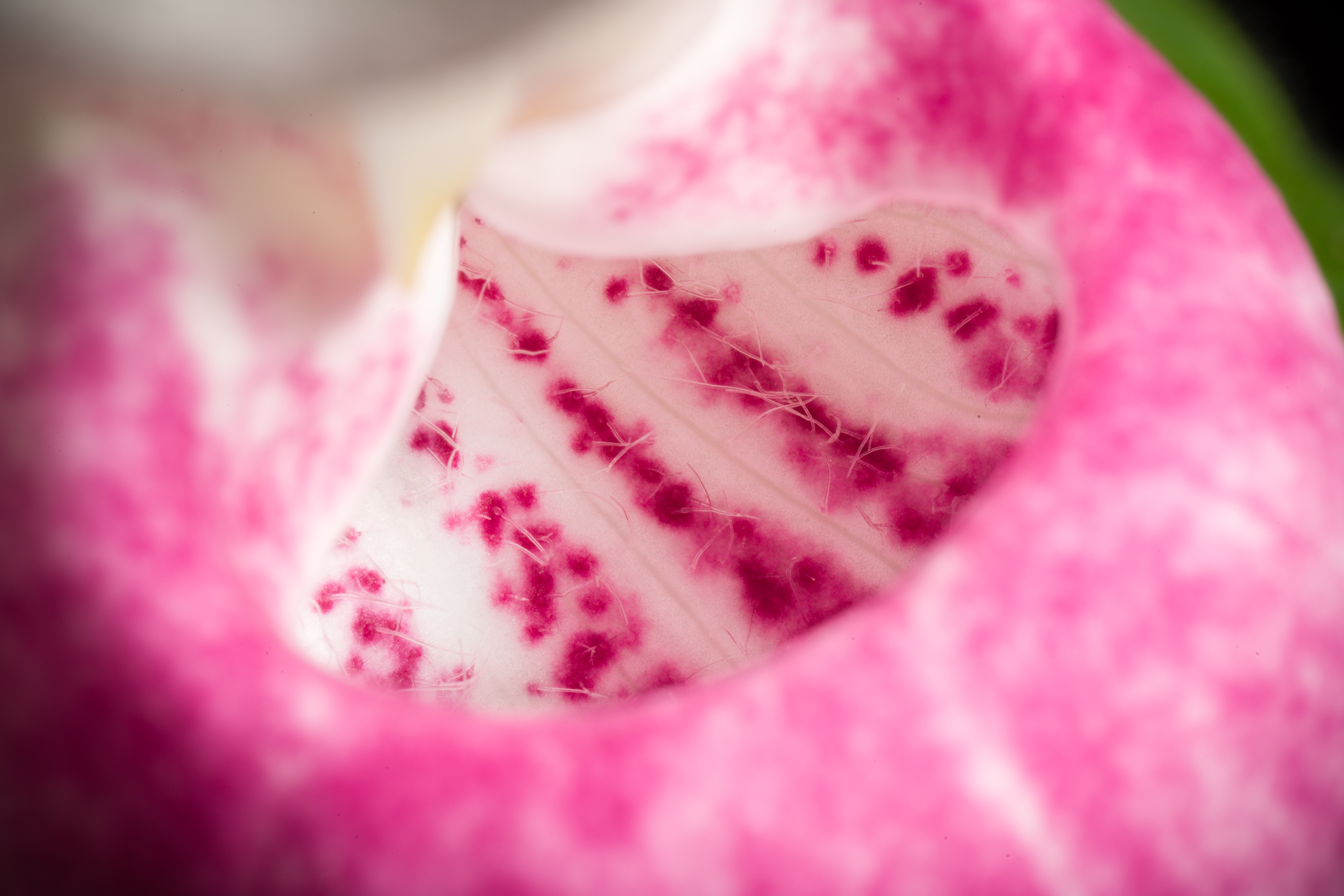
Vnitřek pysku
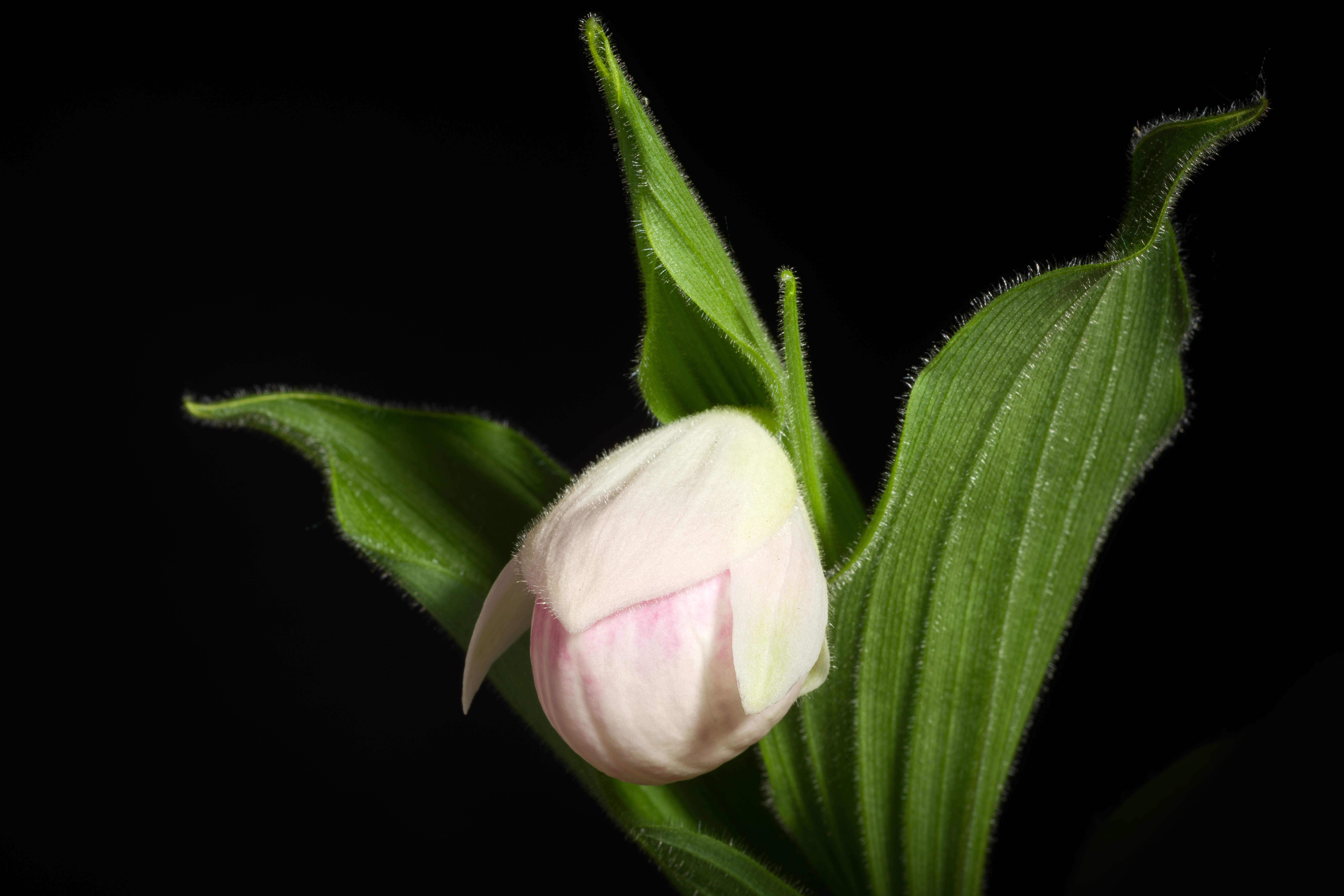
Květní pupen
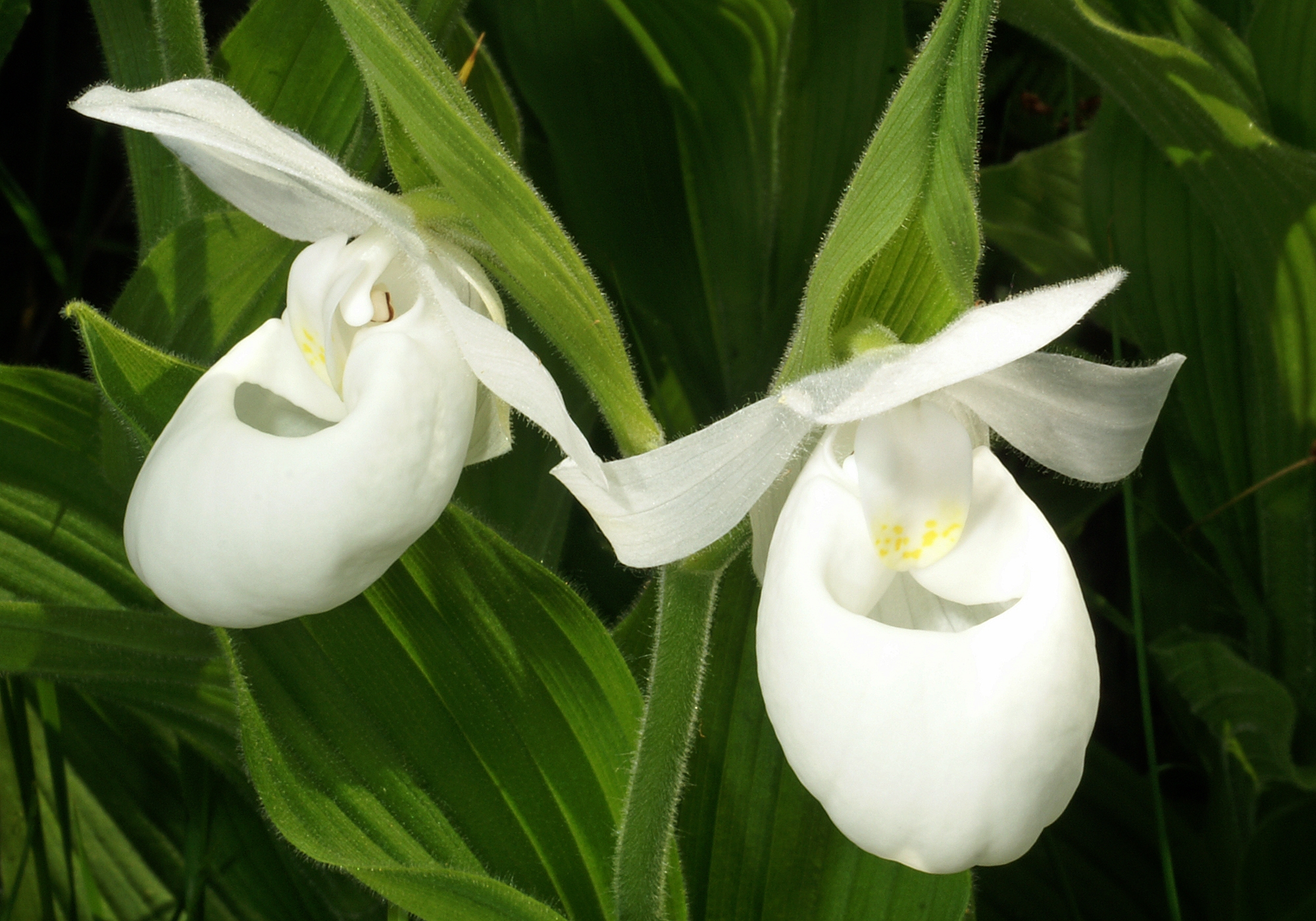
Varieta 'Alba'